# Marten Youssef
 (janvier 2012).
Si vous disposez d'ouvrages ou d'articles de référence ou si vous connaissez des sites web de qualité traitant du thème abordé ici, merci de compléter l'article en donnant les références utiles à sa vérifiabilité et en les liant à la section « Notes et références ».
Pour les articles homonymes, voir Youssef.
Marten Youssef, né le 21 juillet 1979, à Ismaïlia en Égypte est un journaliste canadien d'origine égyptienne, le porte-parole actuel du Tribunal spécial des Nations unies pour le Liban.

## Jeunesse et études
Marten Youssef naît le 21 juillet 1979 à Ismaïlia et y vécut jusqu'à l'âge de 12 ans. Il immigra avec sa famille au Canada et s'installa en Colombie Britannique. Il étudia les Sciences politiques à la Trinity Western University de la Colombie-Britannique puis poursuit des études en journalisme au Langara College à Vancouver (BC).

## Carrière
Il a entamé sa carrière en travaillant comme reporter et photographe pour des journalistes des droits de l'homme au Ghana, Nigéria, l'Égypte et en Tanzanie. Après une contribution pour une brève durée dans le Surrey Now Newspaper, un journal local, il déménagea aux Émirats arabes unis où il travailla pour le Gulf News et un an plus tard il travailla pour le Journal national basé à Abou-Dabi, où il occupa un poste de reporter pour la cour et la justice, couvrant des sujets sur le trafic humain et le terrorisme.
En 2010 il retourna à Vancouver où il travailla pour le Globe and Mail et la Presse Canadienne jusqu'à l'obtention d'un poste au Tribunal Spécial pour le Liban qui est chargé de l'enquête sur l'attentat terroriste du 14 février 2005 au cours duquel le premier ministre libanais Rafiq Hariri a été assassiné.
Depuis Mars 2011, il est le porte-parole de ce tribunal basé à Lahaye.